# Francesco Pigliaru
Francesco Pigliaru (ur. 13 maja 1954 w Sassari) – włoski polityk, ekonomista i nauczyciel akademicki, od 2014 do 2019 prezydent Sardynii.

## Życiorys
Absolwent nauk politycznych na Uniwersytecie w Sassari. Kształcił się następnie w zakresie ekonomii w jednej ze szkół wyższych w Mediolanie, a także na University of Cambridge. Pracował jako nauczyciel akademicki, pełnił też m.in. funkcję dyrektora centrum naukowego CRENoS. Objął profesurę na Uniwersytecie w Cagliari, w latach 2009–2014 był prorektorem tej uczelni.
W latach 2004–2006 w administracji Sardynii kierowanej przez Renato Soru był asesorem ds. planowania i budżetu. W 2014 z poparciem Partii Demokratycznej wybrany na urząd prezydenta Sardynii. Nie ubiegał się o ponowny wybór w 2019.